# Sam Coslow
Sam Coslow (* 27. Dezember 1902 in New York City; † 2. April 1982 ebenda) war ein US-amerikanischer Songwriter, Komponist und Filmproduzent.

## Leben und Wirken
Coslow begann bereits als Teenager zu texten. In den folgenden Jahrzehnten sollte er sich vor allem als Liedtexter einen Namen machen, seinen ersten Erfolg landete er 1920 mit dem Lied „It Might Have Been You“. 1924 lieferte er die Musiktexte zu der Broadway-Revue Artists and Models, drei Jahre darauf einige zusätzliche Nummern zu dem kurzlebigen Comedy-Musical „Footlights“.
Mit seiner Übersiedelung nach Hollywood in der Umbruchszeit vom Stumm- zum Tonfilm 1929 gewann Coslows Karriere ordentlich an Schwung. Bis zum heutigen Tage werden in Filmen Lieder eingesetzt, die Coslow einst getextet hatte. Mehrfach kooperierte er mit Arthur Johnston. Darüber hinaus war Coslow in den 1930er Jahren bei fünf Filmen auch als Komponist tätig, dreimal jedoch ungenannt. Bei I Loved you Wednesday (1933) war er auch kurz als Orchesterchef im Bild. Bei zwei Filmen 1944/45 ist er überdies als Storylieferant bzw. Drehbuchautor feststellbar.
Zwischen 1938 und 1947 produzierte Sam Coslow eine Reihe von (meist kurzen) Filmen, von denen einer, Heavenly Music, ihm und seinem Mitproduzenten Jerry Bresler einen Oscar in der Kategorie Bester Kurzfilm (zwei Filmrollen) einbrachte. Das Gros dieser Filme wurde von der von Coslow und James Roosevelt gegründeten Firma RCM Productions zwischen 1941 und 1946 hergestellt.
In den 1970er Jahren veröffentlichte Sam Coslow zwei autobiographische Bücher über seine Karriere, „Cocktails for Two“  und „Super Yields“. Seinen Lebensabend verbrachte Coslow in Florida, im Angesicht seines nahenden Todes kehrte er jedoch in seine Geburtsstadt New York zurück.